# Spaans Seniors Open
Het Spaans Seniors Open was een golftoernooi van de Europese Senior Tour.
| Jaar                                  | Baan                                      | Winnaar                       | Score                         | Score                         |
| La Manga Spanish Seniors Open         | La Manga Spanish Seniors Open             | La Manga Spanish Seniors Open | La Manga Spanish Seniors Open | La Manga Spanish Seniors Open |
| ------------------------------------- | ----------------------------------------- | ----------------------------- | ----------------------------- | ----------------------------- |
| 1994                                  |                                           | Brian Huggett                 | ?                             |                               |
| 1995 - 2004                           | niet gespeeld                             | niet gespeeld                 | niet gespeeld                 | niet gespeeld                 |
| Castellon Costa Azahar Open de España |                                           |                               |                               |                               |
| 2005                                  | Club del Campo del Mediterráneo, Valencia | Bob Boyd                      | 205                           | -11                           |
| OKI Castellón Open de España Senior   |                                           |                               |                               |                               |
| 2006                                  | Club del Campo del Mediterráneo, Valencia | Gordon J. Brand               | 201                           | -13                           |
| 2007                                  | Club del Campo del Mediterráneo, Valencia | Carl Mason                    | 199                           | -17                           |
| 2008                                  | Club del Campo del Mediterráneo, Valencia | Sam Torrance                  | 203                           | -13                           |
| 2009 - 2010                           | niet gespeeld                             | niet gespeeld                 | niet gespeeld                 | niet gespeeld                 |
| OKI Open de España Senior             |                                           |                               |                               |                               |
| 2011                                  | El Valle Golf Resort, Murcia              | Carl Mason                    | 200                           | -13                           |

po 2009: Carl Mason won de play-off van Gordon Brand Jr..

## Trivia
- Zie ook de Benhavis Senior Masters dat in oktober op La Quinta wordt gespeeld
- In 2002, 2003 en 2004 werd het Europees Seniors Matchplaykampioenschap in Spanje gespeeld.